# Ditrichum plumbicola
Ditrichum plumbicola är en bladmossart som beskrevs av Crundwell 1976. Ditrichum plumbicola ingår i släktet grusmossor, och familjen Ditrichaceae. Inga underarter finns listade i Catalogue of Life.